# Музей станка
Музей станка (также Музей машин, ранее — Музей станкостроения) — первый в России мультимедийный музей машин, который посвящён становлению промышленности в России, в том числе на примере Тульской области с медиатекой — бесплатной электронной энциклопедией. Площадь музея составляет 700 м2. По версии издания Russia Beyond, вошёл в пятёрку популярных индустриальных туристических мест России в 2019 году.

## История музея

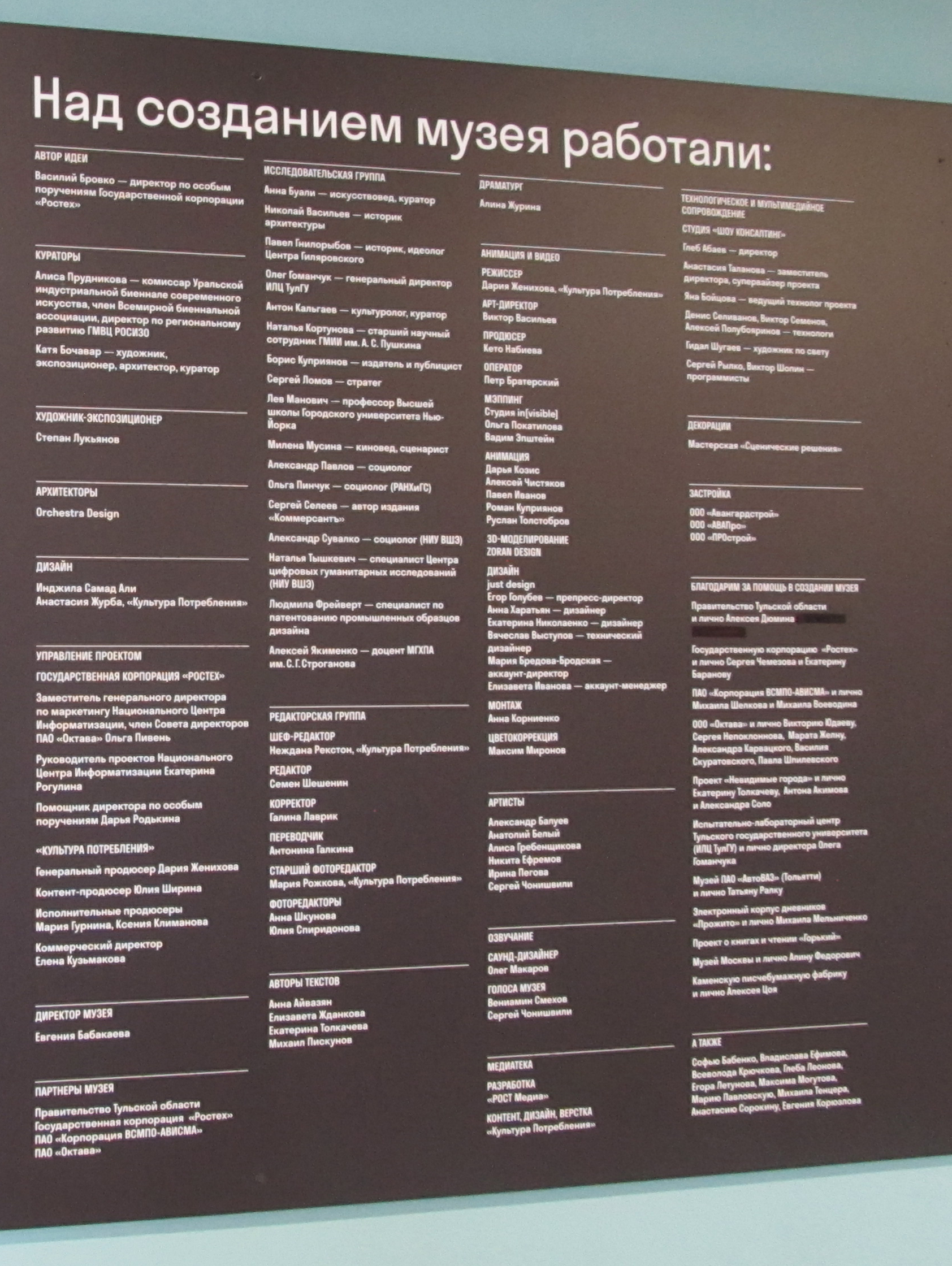
Список участников проекта Музея станка

Музей с медиатекой, рассказывающей об истории индустриализации, открыт на территории завода «Октава» в творческом индустриальном кластере «Октава» 23 апреля 2018 года. В открытии кластера и Музея станка приняли участие Глава госкорпорации «Ростех» Сергей Чемезов, заместитель губернатора Тульской области Вячеслав Федорищев и совладелец Корпорации «ВСМПО-АВИСМА» Михаил Шелков.
Руководство проектом осуществлял директор по особым поручениям Госкорпорации Ростех, председатель совета директоров завода ПАО «Октава» Василий Бровко. Среди специалистов, работавших над концепцией Музея станка — комиссар Уральской биеннале, директор ГЦСИ-РОСИЗО по региональной политике Алиса Пруднкова, художник Екатерина Бочавар.
Специально для Музея станка в съёмках для видеозарисовок приняли участие актеры России — Алиса Гребенщикова, Ирина Пегова, Александр Балуев, Никита Ефремов, которые читали отрывки из дневников рабочих и фрагменты из литературных произведений. Главный голос музея — уроженец Тулы, актер Сергей Чонишвили. Среди разработчиков магистральной экскурсии — Вениамин Смехов.

## Экспозиция
В музее экспонаты рассказывают сами о себе со световыми и звуковыми инсталляциями, цветом и инфографикой. Можно использовать наушники и сенсорные мониторы.  Магистральная экскурсия — «История промышленности», всего предусмотрено восемь сценариев. Ритмы работающего механизма, постукивание станка и другие мелодии машин рождаются из золотистых труб разной длины с динамиками внутри: все вместе они создают звуковую инсталляцию «Звуки заводов»..
Основу экспозиции составляют восемь станков: от старинного пресса конца XIX века для патронно-гильзового производства и прядильной машины «Прялка Дженни» — символа промышленной революции до более современных, которые были перевезены с предприятий Москвы, Владимира, Твери, Саранска, Рыбинска и Тулы. Среди экспонатов, также повлиявших на ход технического прогресса — первая паровая машина, паровой «Царь-молот», конвейерная линия Генри Форда и другие макеты.

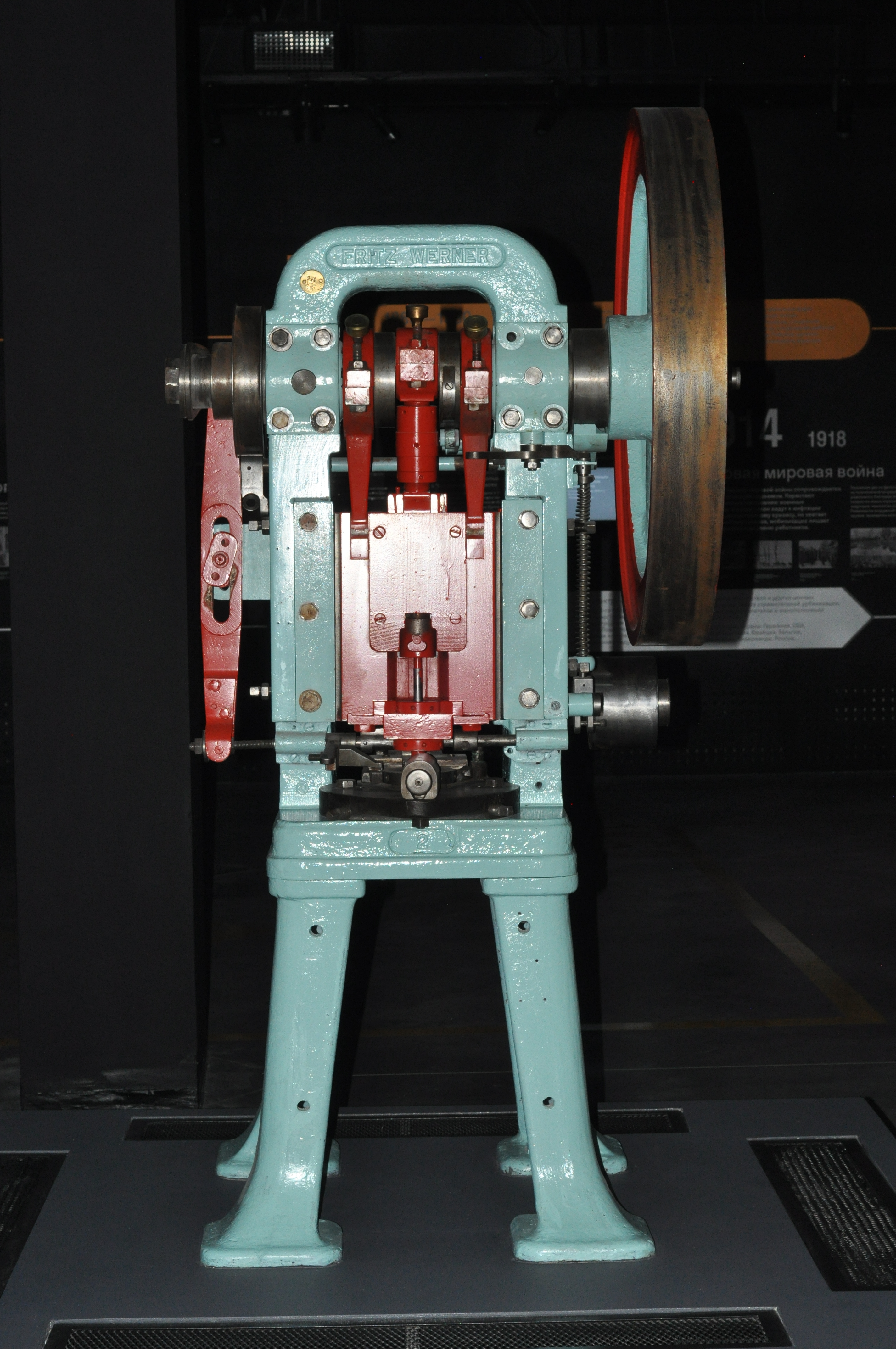
Кузнечно-прессовое оборудование Fritz Werner[нем.] Тульского патронного завода для изготовления гильз винтовки Мосина.
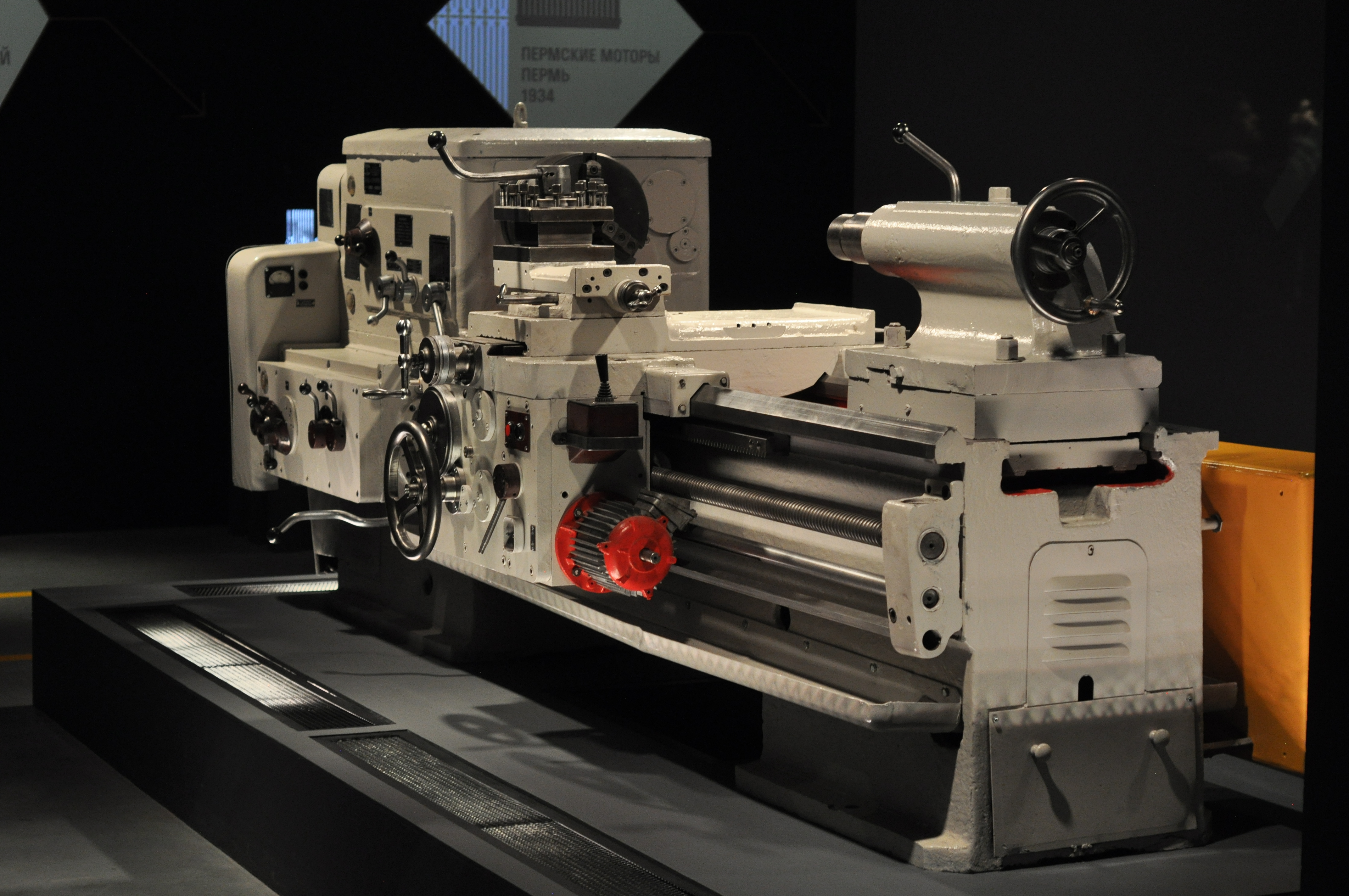
Токарно-винторезный станок 1М63Ф101 1978 г. Тбилисского станкостроительного завода им. С. М. Кирова
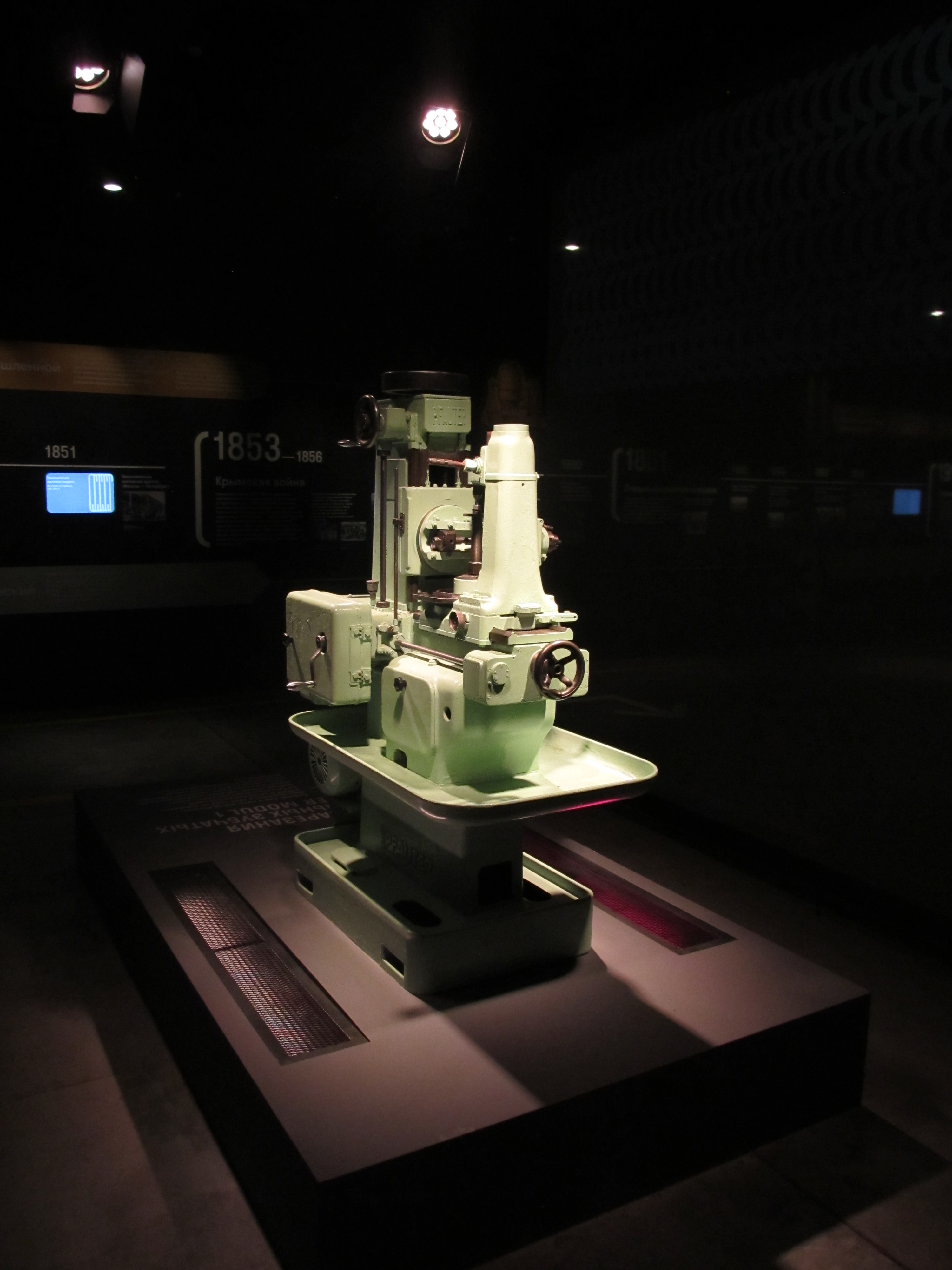
Зубофрезерный станок Pfauter[нем.] Modul 1 1940-х годов (Германия), который работал на Тульском станкостроительном заводе для нарезания мелкомодульных зубчатых колёс швейной машинки «Тула» и гироскопов.
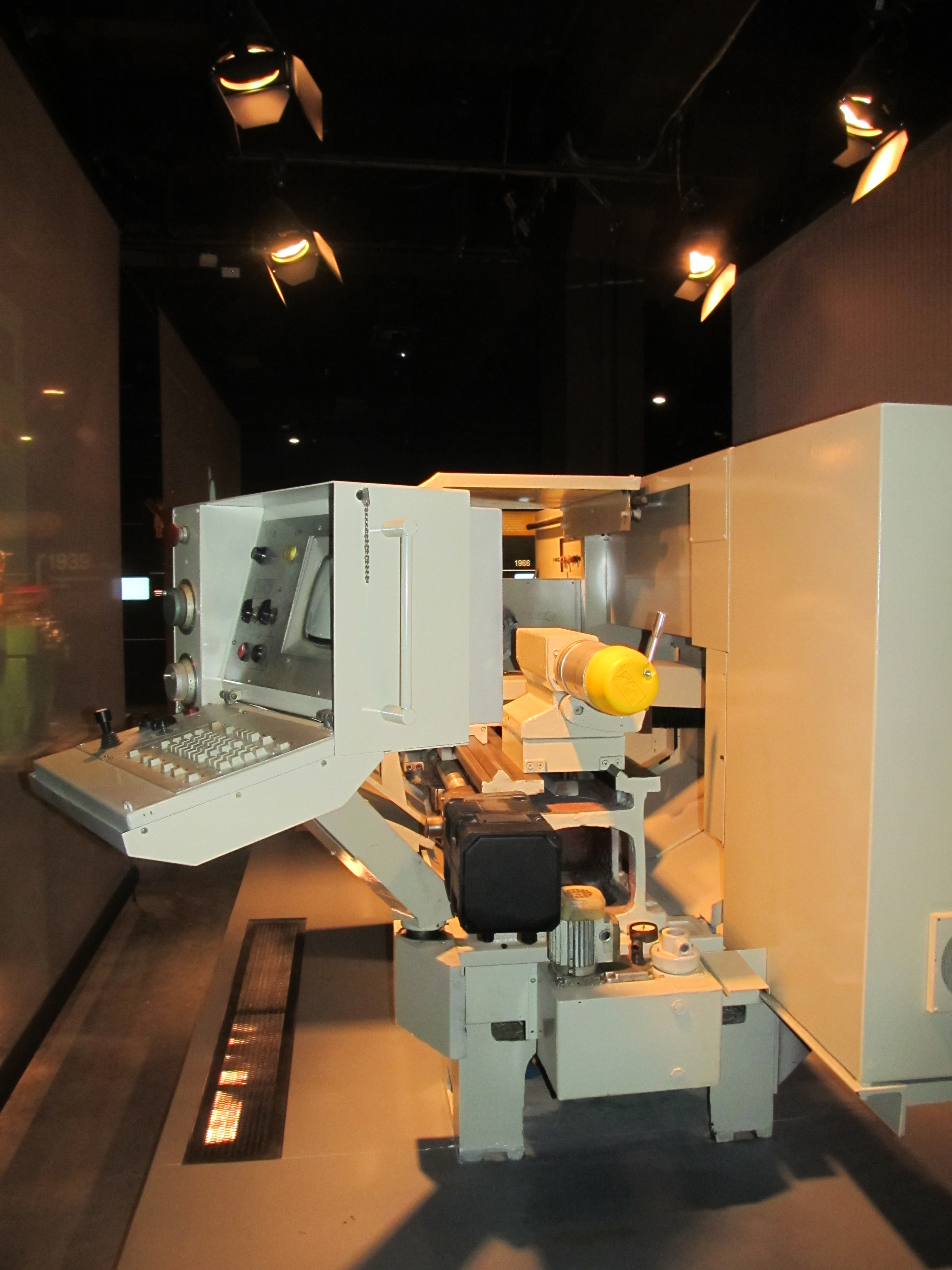
Универсальный лобовой токарный станок с ЧПУ 16А20ФЗ Московского станкостроительного завода «Красный пролетарий», 1991 г. Использовался для обучения операторов токарных станков с ЧПУ
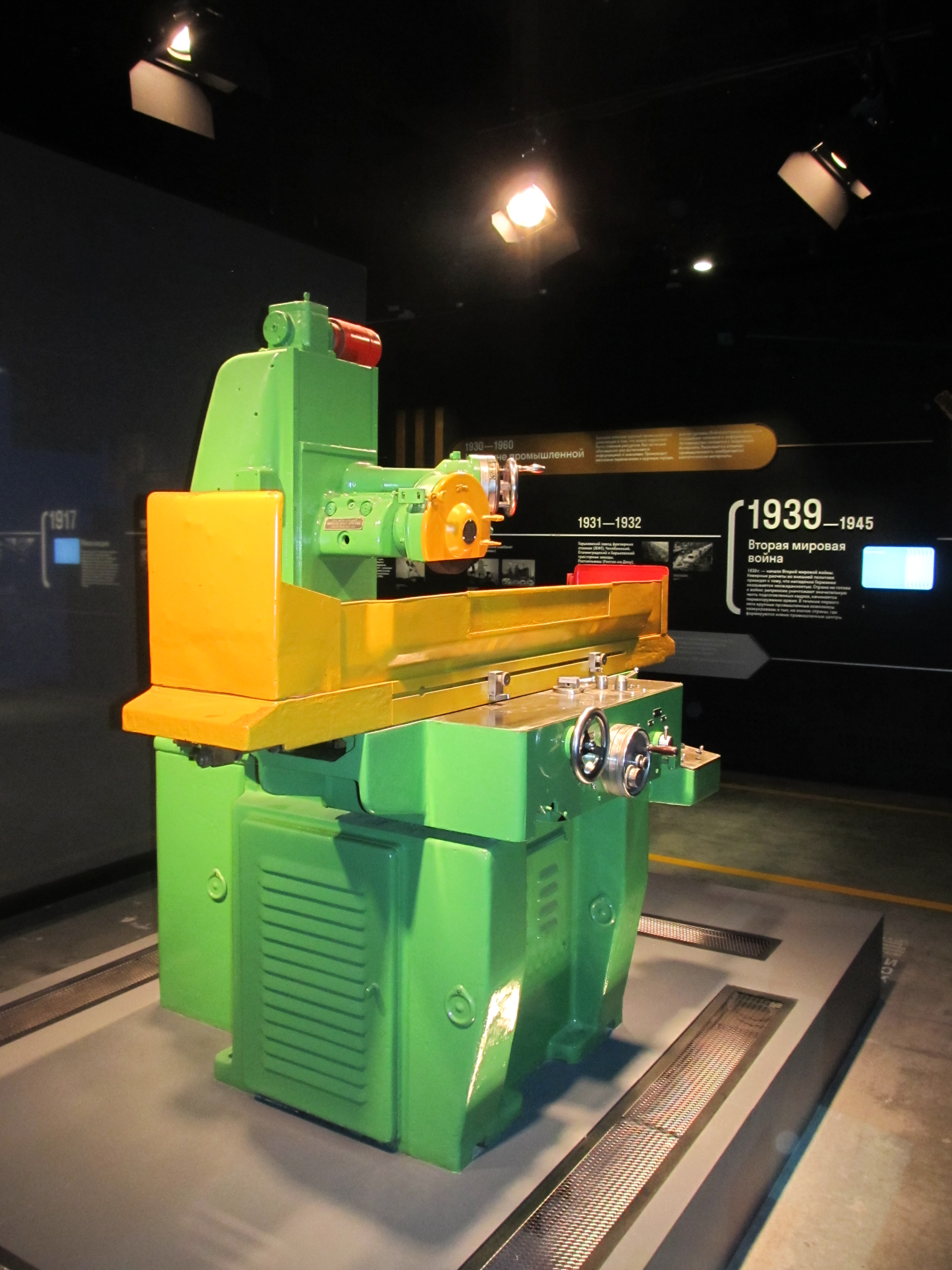
Универсальный плоскошлифовальный станок микронной точности с горизонтальным шпинделем и прямоугольным столом модели 3Г71 Оршанского станкостроительного завода «Красный борец», 1971 г. На «Октаве» шлифовал постоянные магниты для микрофонов и телефонов.

На стене в зале музея располагается длинной 40 м временная шкала истории развития российской промышленности с 3D-моделями заводов.
В зале временных экспозиций размещаются различные выставки, например, «Руины: опыт воссоздания», посвященная восстановлению завода «Октава», а ко дню рождения кластера и музея в 2019 году открылась экспозиция совместная с Политехническим музеем «Изобретая велосипед: Тула-2019».

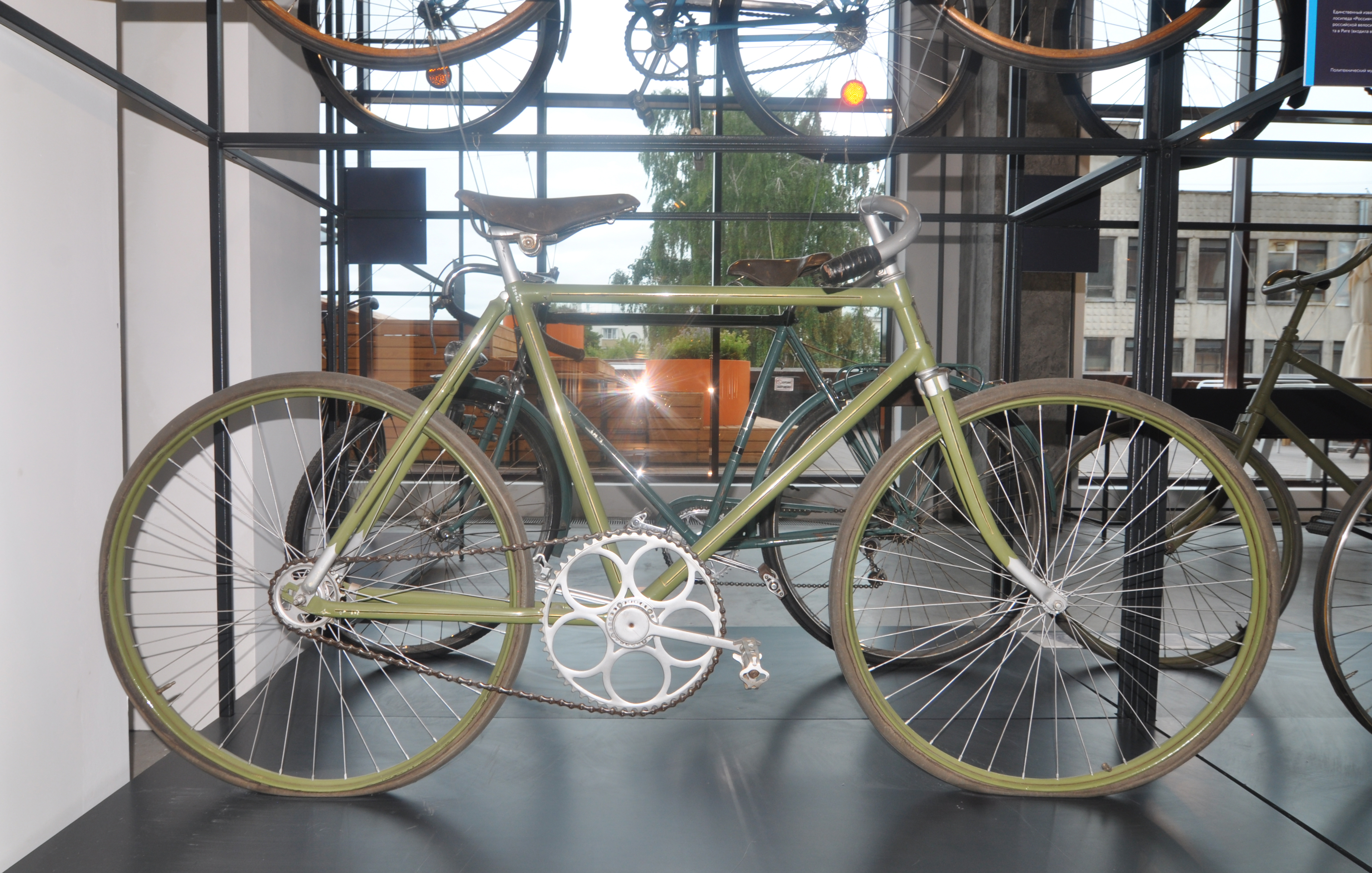
Легкодорожный велосипед «Россия» 1898 года, единственный известный на территории России экземпляр. Выпускался в г. Рига на первой российской велосипедной фабрике А. Лейтнеръ и К°. Из коллекции Политехнического музея.
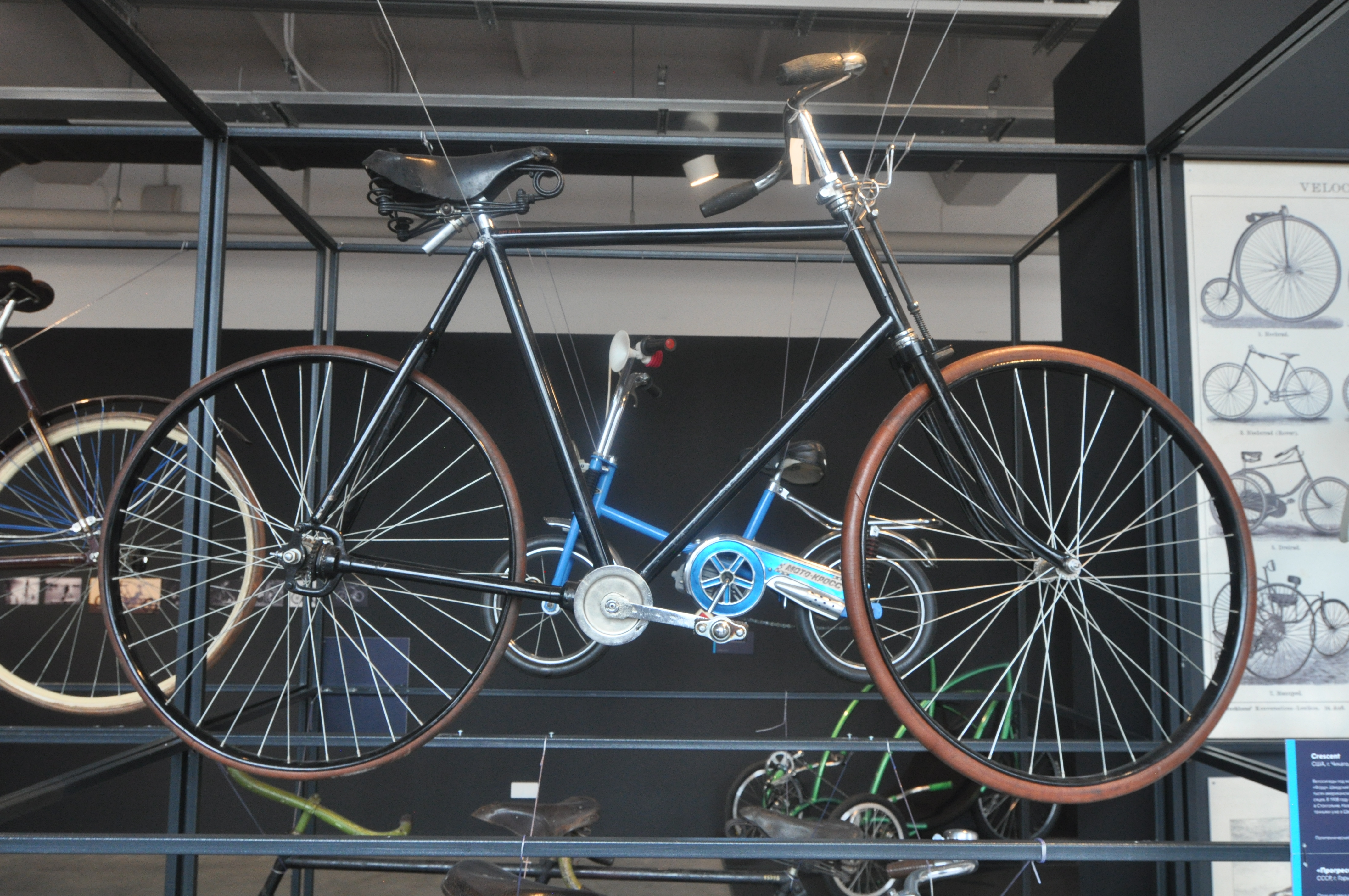
Подростковый дорожный велосипед Орлёнок, 1953 год. г. Шяуляй, СССР. Из коллекции Политехнического музея.
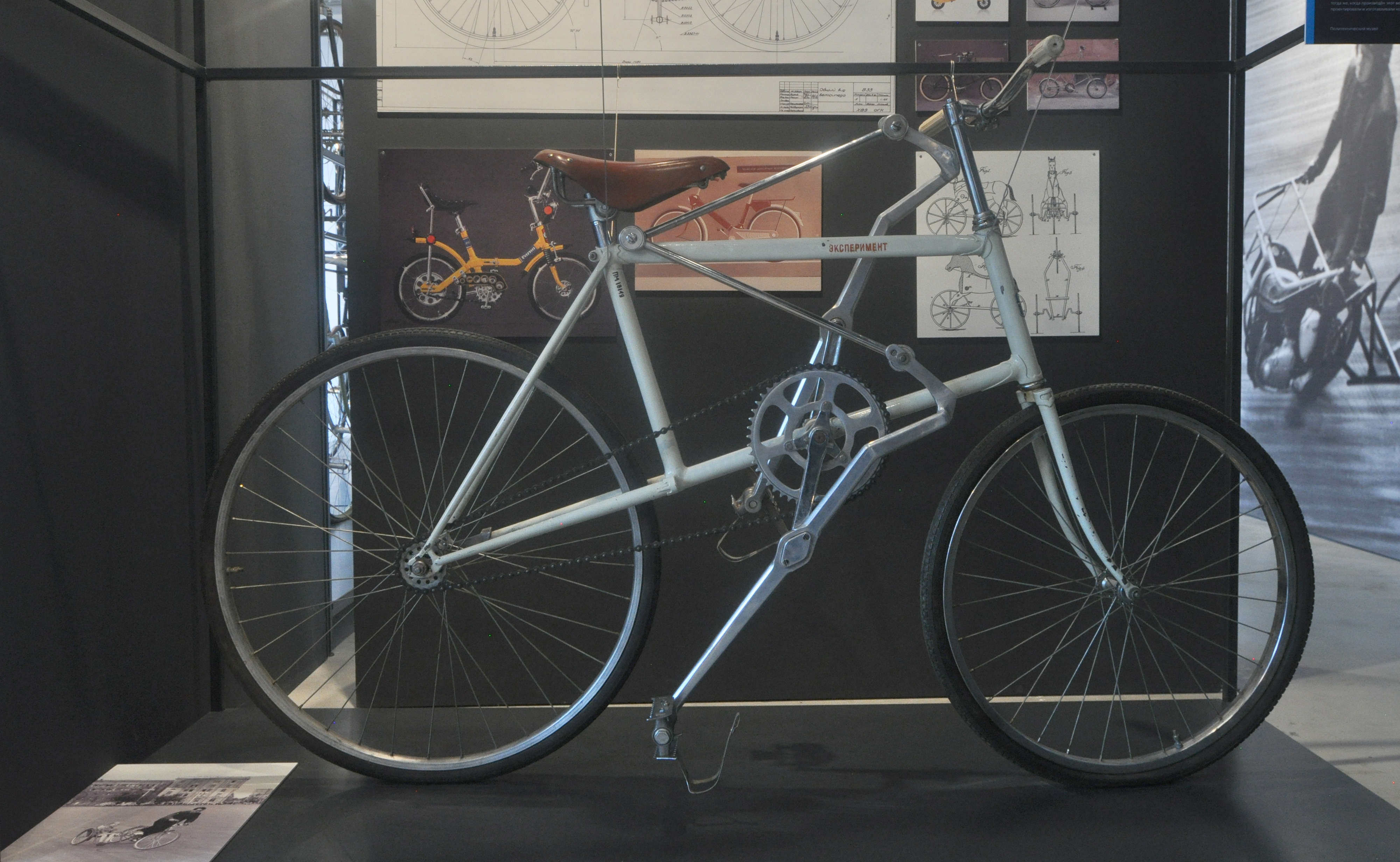
Спортивно-туристский велосипед «Эксперимент» с шагательными движениями, 1960 г. Результат исследований в области бионики Центрального конструкторского технического бюро велостроения (ЦКТБ), которое разрабатывало колёса для луноходов. Из коллекции Политехнического музея.
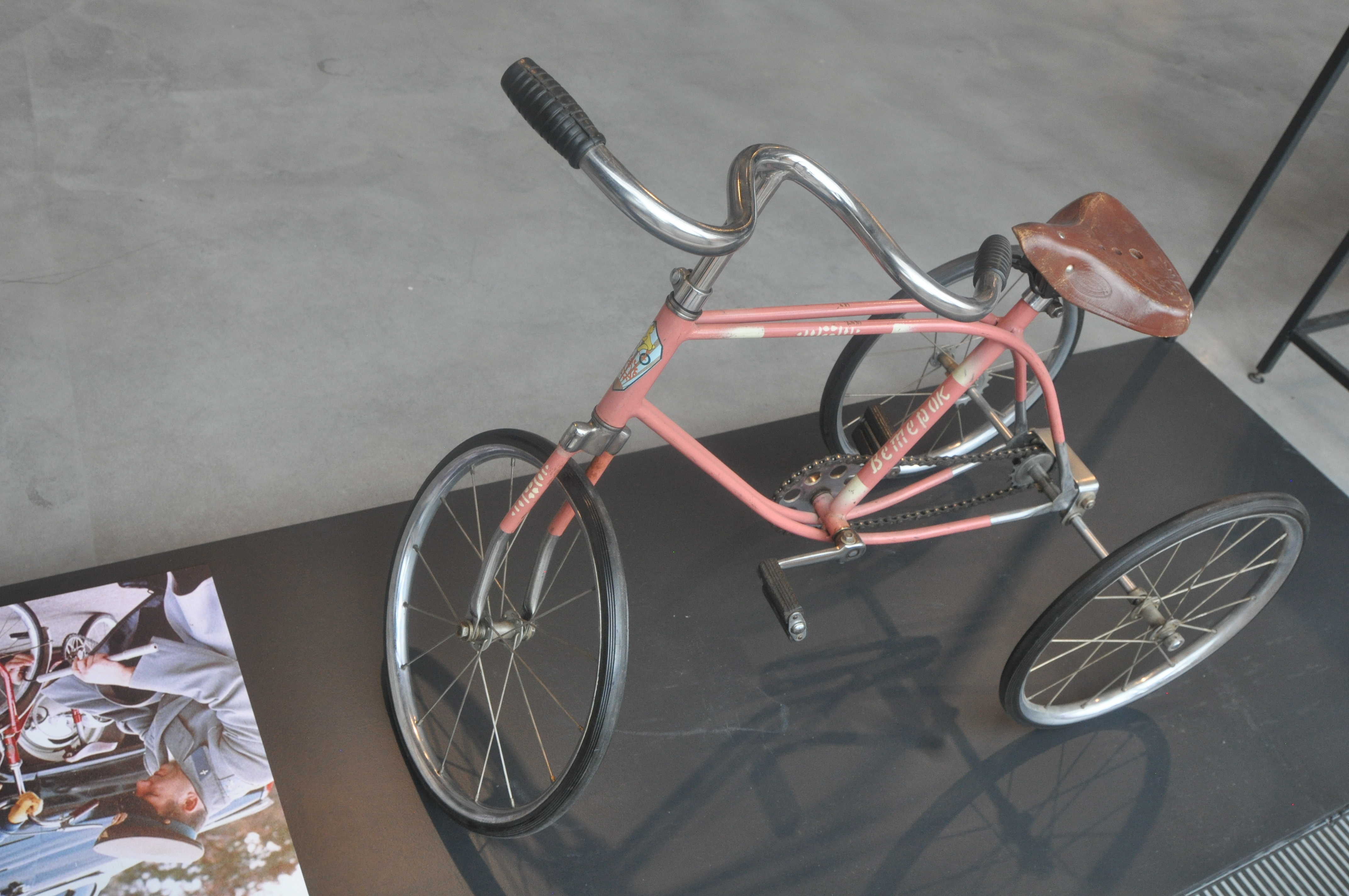
Комбинированный детский трех-/двухколёсный велосипед «Ветерок» Тульского машиностроительного завода. Выпускался с 1950-х годов. На модели с открытой рамой КДВ-3 каталась дочь Юрия Гагарина.
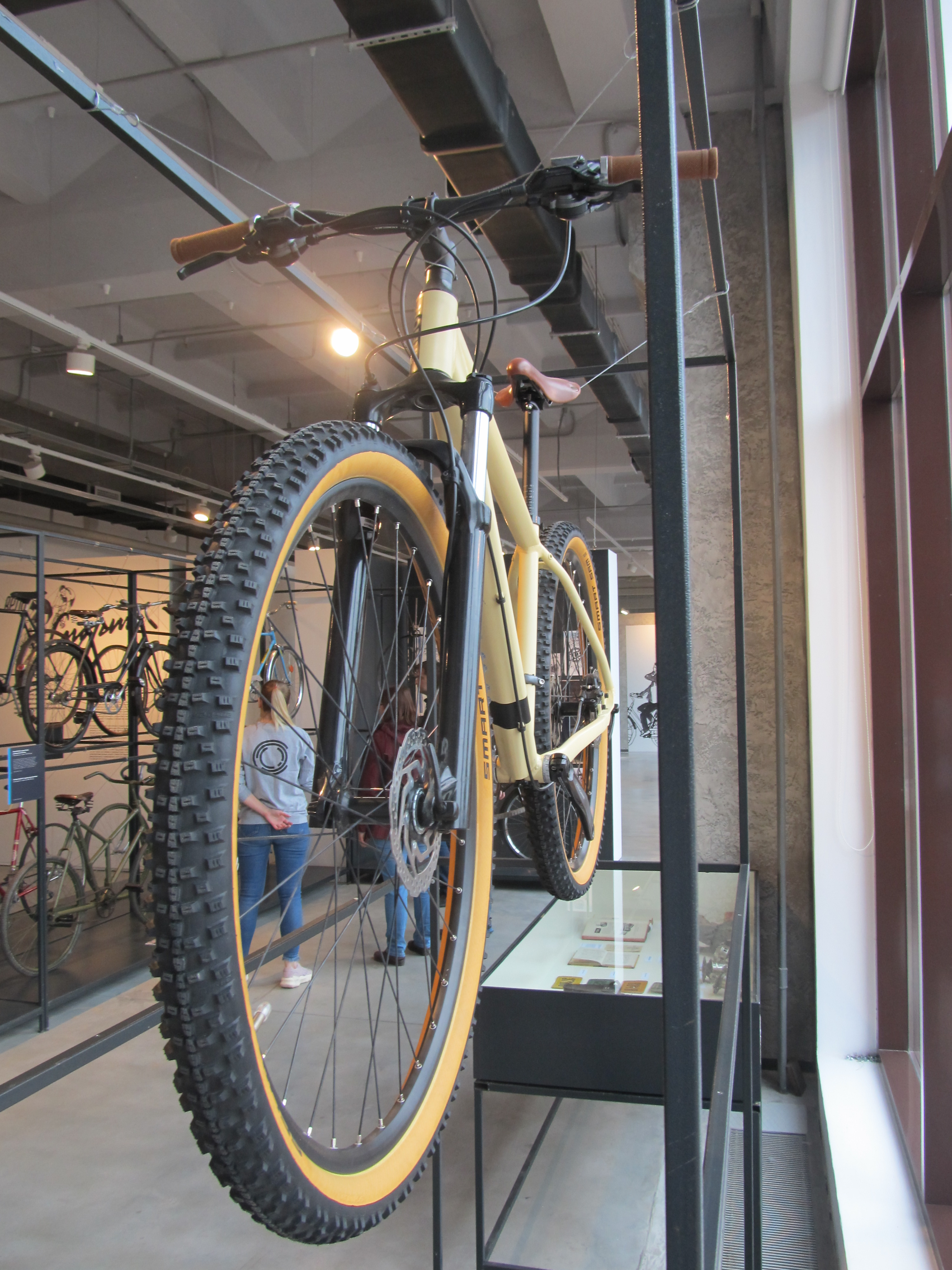
Тульский велосипед с индивидуальным дизайном Armor, 2018 г. Тестовый образец, ручная сборка.